# هاري وليامز (لاعب كرة قدم أسترالي)
هاري وليامز (بالإنجليزية: Harry Williams)‏ (7 مايو 1951 في أستراليا - ) هو لاعب كرة قدم أسترالي في مركز الدفاع، شارك في كأس العالم 1974. وشارك مع منتخب أستراليا لكرة القدم. أما مع النوادي، فقد لعب مع نادي كانبيرا سيتي وسانت جورج ساينتس ‏ وInter Monaro SC ‏.

## وصلات خارجية
- هاري وليامز على موقع قاعدة بيانات كرة القدم.إي يو (الإنجليزية)
- هاري وليامز على موقع ناشيونال فوتبول تيمز (الإنجليزية)
- هاري وليامز على موقع عالم كرة القدم.نت (الإنجليزية)